# 大宝八幡宮
大宝八幡宮（だいほうはちまんぐう）は、茨城県下妻市大宝に所在する関東地方で最古の八幡宮。県社。

## 概要
藤原時忠が701年（大宝元年）に筑紫の宇佐神宮を勧請創建したことに始まる、関東地方で最古の八幡宮である。平将門も戦勝祈願のために度々参拝し、当宮の巫女によって新皇の位を授けられたという。『吾妻鏡』には下妻宮として記されている。茨城百景に選定されており、本殿は国の重要文化財、瑞花雙鳥八稜鏡、銅鐘、丸木舟は県指定有形文化財、十二座神楽は市指定無形民俗文化財に指定されている。
2001年（平成13年）、創建1300年を記念して境内に土俵が築かれ、それ以来毎年6月、高砂部屋・錦戸部屋の力士が当神社にて4日間の合宿を行っている。社務所内には第68代横綱の朝青龍が2003年（平成15年）春場所の土俵入りに使用した太刀と綱が展示されている。